# American Smooth

L’American Smooth, aussi parfois appelé simplement Smooth, est une catégorie de danses englobant les versions américanisées des danses standards. Il n'y a pas de traduction française de l’American Smooth à proprement parler; littéralement, l'expression signifie l'« Harmonieux Américain ».

## Introduction
L'American Smooth est l'alternative nord-américaine des danses standards dansées dans le reste du monde. Les cinq danses des danses standards, la valse lente, le quickstep, la valse viennoise, le tango de salon et le slow fox sont remplacées par des versions américainisées du tango (de salon), de la valse anglaise, de la valse viennoise et du foxtrot/slow fox),. Il n'y a pas d'alternative américanisée du quickstep.

## Description des danses
L’American Smooth est dansé en compétition et socialement. Le couple de danseurs effectue les figures de l’American Smooth en position fermée, ouverte ou parfois complètement séparés. La possibilité offerte aux danseurs de se séparer et d'avoir des positions plus ouvertes permet l'exécutions de nombreuses figures telles que les explosions, les tours sous les bras ou les positions shadow, toutes absentes dans les danses standards.

### Valse lente de style américain
Tout comme le style international de la valse lente, le style américain de la valse lente est une danse gracieuse et fluide. La version américaine accentue particulièrement les formes du corps et des positions. Les figures ne se terminent pas nécessairement avec les pieds joints, une variation appelée continuity finish ou feather (litt. terminaison continuité ou plume).

### Valse viennoise de style américain
Le style américain de la valse viennoise diffère du style international principalement par le fait que les danseurs sont autorisés à se séparer. Cela augmente considérablement la variété et le nombre de figures autorisées, très limité dans le style international.

### Tango de salon de style américain
Le tango de salon de style américain, comme le style international, est une danse dramatique avec des mouvements vifs sur un centre de gravité plus bas que les autres danses de la catégorie.

### Foxtrot de style américain
La version américanisée du slow fox, toujours appelée foxtrot, est séparée en deux sous-catégories: le style américain social et le style américain continuité. Comme son nom l'indique, le premier style est plus facile d'accès et n'est généralement dansé en compétition qu'aux niveaux les plus bas. Le deuxième style est dansé dès les niveaux intermédiaires jusqu'aux plus avancés. La plus grande différence entre les deux styles est que les danseurs assemblent les pieds à la fin de chaque figure dans la version sociale, contrairement à la version continuité. Pour cette raison, les danseurs de la version continuité se déplacent beaucoup plus vite sur la piste de danse.

## Compétitions
En Amérique du Nord, les compétitions de danses sportives ont souvent deux catégories supplémentaires par rapport aux compétitions tenues hors du continent. Les catégories Smooth et Rhythm s'ajoutent aux catégories Standards et Latines. Les danseurs peuvent danser dans l'une, l'autre ou plusieurs catégories.

## Présence dans l'audiovisuel et le théâtre musical
L'American Smooth a beaucoup été utilisé dans le cinéma hollywoodien et les comédies musicales américaines. Fred Astaire a notamment influencé ces danses et leur popularité. Ce style de danse est apprécié pour faire des chorégraphies et a récemment été popularisé par ses apparitions dans les émissions de danse telles que Danse avec les stars et Strictly Come Dancing.